# غايل فور
غايل فور (بالفرنسية: Gaël Faure)‏ هو مغني وملحن فرنسي، ولد في 7 يوليو 1987 في فالانس في فرنسا.

## وصلات خارجية
- الموقع الرسمي
- غايل فور على موقع IMDb (الإنجليزية)
- غايل فور على موقع ألو سيني (الفرنسية)
- غايل فور على موقع ميوزك برينز (الإنجليزية)
- غايل فور على موقع أول ميوزيك (الإنجليزية)
- غايل فور على موقع ديسكوغز (الإنجليزية)